# St. Catharines
St. Catharines is de grootste stad van de Regional Municipality of Niagara en het op vijf na grootste stedelijke gebied in Ontario, Canada, met 97,11 m² landoppervlakte. Het ligt 51 kilometer ten zuiden van Toronto aan de overzijde van Lake Ontario en 19 kilometer landinwaarts vanaf de internationale grens met de Verenigde Staten langs de Niagara-rivier. Het ligt aan de noordelijke ingang van het Wellandkanaal. De stad telde in 2011 een bevolking van 131.400 zielen; de gehele stedelijke agglomeratie 392.184 zielen. Inwoners van Catharines worden St. Catharinites genoemd. Er bevindt zich een Gereformeerde Gemeente (Netherlands Reformed Congregation) met 207 leden. 

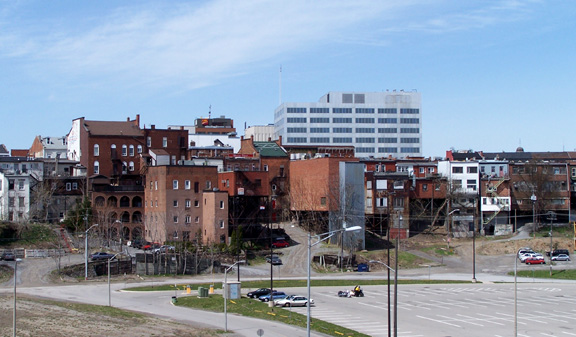
Oudere gebouwen in het centrum van St. Catherines, op de plaats waar ooit de bedding was van het Welland-kanaal

## Geboren in St. Catharines
- Edward Burtynsky (1955), fotograaf en beeldend kunstenaar
- Steve Bauer (12 juni 1959), wielrenner
- Kevin Neufeld (1960-2022), roeier
- Linda Evangelista (10 mei 1965), supermodel
- Samantha McGlone (19 juli 1979), triatlete
- Kirsten Moore-Towers (1 juli 1992), kunstschaatsster